# イバン・ベニテス
イバン・アレハンドロ・ベニテス（Iván Alejandro Benítez, 1988年5月31日 - ）はスペイン・ラス・パルマス・デ・グラン・カナリア出身の元サッカー選手。ポジションはディフェンダー。

## 来歴
2000年にUDラス・パルマスのカンテラへと入団し、ここでセンターバックとして才能を全面に発揮、2007-2008シーズンにはカンテラ最上位であるアトレティコへと昇格を果たす。
その後、2007-2008シーズン途中にセグンダ・ディビシオンとコパ・デル・レイの各1試合にトップチームの一員として出場する。
2009年にはルイス・エンリケ監督率いるFCバルセロナ・アトレティックへと加入している。

## 所属クラブ
- UDラス・パルマス・アトレティコ 2007-2009
- UDラス・パルマス 2008
- FCバルセロナB 2009-2010
- アトレティコ・マドリードB 2010
- ドクサ・カトコピアスFC 2011
- ネア・サラミス・ファマグスタFC 2011-2013
- インテル・バクーPFC 2013-2015

この項目は、ウィキプロジェクト サッカー選手の「テンプレート」を使用しています。